# Tjörneshreppur
Tjörneshreppur – gmina w północnej Islandii, w regionie Norðurland eystra, położona na półwyspie Tjörnes (od którego wzięła nazwę), między zatokami Skjálfandi i Öxarfjörður. Niewielka gmina pod względem powierzchni i liczby ludności. Siedziba gminy znajduje się w pobliskim Húsavík w sąsiedniej gminie Norðurþing. 

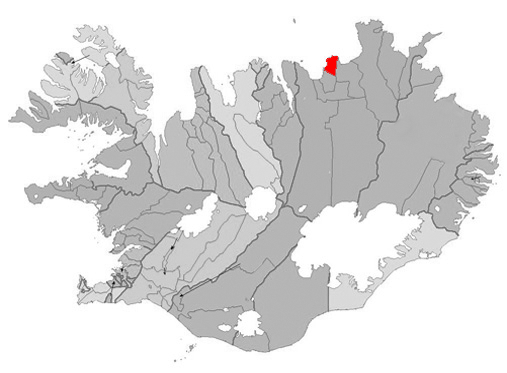
Położenie gminy Tjörneshreppur na mapie administracyjnej kraju

Przez gminę biegnie droga nr 85, która łączy ją z Húsavík na zachodzie i Kópasker na wschodzie.